# Bonesia dimidiata
Bonesia dimidiata es un coleóptero de la familia Chrysomelidae.
Fue descrita científicamente por primera vez en 1926 por Laboissiere.